# Список умерших в 1091 году

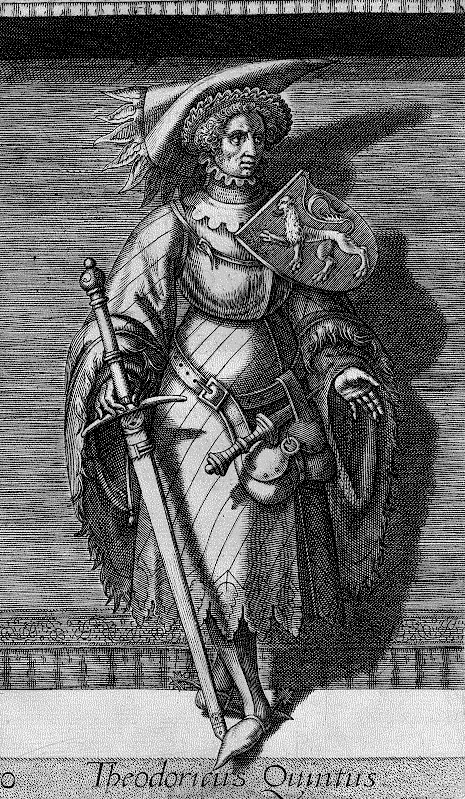
Дирк V

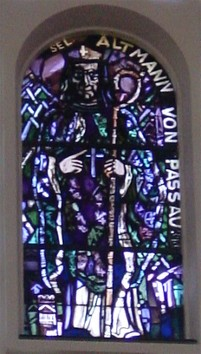
Альтманн

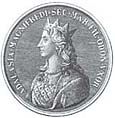
Аделаида Сузская

В этой статье представлен список известных людей, умерших в 1091 году.
См. также: Категория:Умершие в 1091 году

## Март
- 26 марта — Валлада бинт аль-Мустакфи[англ.] — арабский андалузский поэт.

## Апрель
- 5 апреля — Жордан I (князь Капуи) — князь Капуи и граф Аверсы (1078—1091).
- Бодуэн I де Гин — граф Гина с не позднее чем 1065.

## Май
- 15 мая — Абу Яхья Мухаммад аль-Мутасим — правитель тайфы Альмерия (1051—1091)

## Июнь
- 17 июня — Дирк V — граф Западной Фрисландии (Голландии) с 1061 года

## Июль
- 4 июля — Вильгельм из Хирзау — аббат Хирзау (1069—1091), святой Римско-католической церкви[1].

## Август
- 8 августа — Альтман Пассауский[англ.] — епископ Пассау (1065—1091), святой Римско-католической церкви[2].
- 25 августа — Сиснандо Давидес[англ.] — мосарабский аристократ, военный лидер Реконкисты

## Декабрь
- 19 декабря — Аделаида Сузская — последняя маркграфиня Турина (1034—1091), герцогиня-консорт Швабии (1037—1038; как жена герцога Германа IV), маркграфиня-консорт Монферрата (1041—1044; как жена маркграфа Энрико), графиня-консорт Савойи (1048—1060; как жена графа Оттона I), мать Берты Савойской и Аделаиды Туринской

## Дата неизвестна или требует уточнения
- Бозон III де Ла Марш — граф Марша.
- Дитрих I — предполагаемый граф Клеве (1076—1091) (его существование не подтверждается достоверными историческими источниками).
- Генрих I Верденский[англ.] — князь-епископ Льежа (1075—1091)
- Елена Красивая (Елена Венгерская) — королева-консорт Хорватии (1076—1089), жена короля Дмитара Звонимира
- Иоанн III — митрополит Киевский и всея Руси (1089—1091)
- Степан II — король Хорватии (1089—1091)
- Фудзивара но Тадайе[англ.] — японский политик и поэт
- Эккехард I фон Шейерн[нем.] — граф Шейерна